# Holothuria (Platyperona)
Sous-genre
Holothuria (Platyperona) est un sous-genre de concombres de mer de la famille des Holothuriidae. 

## Description et caractéristiques

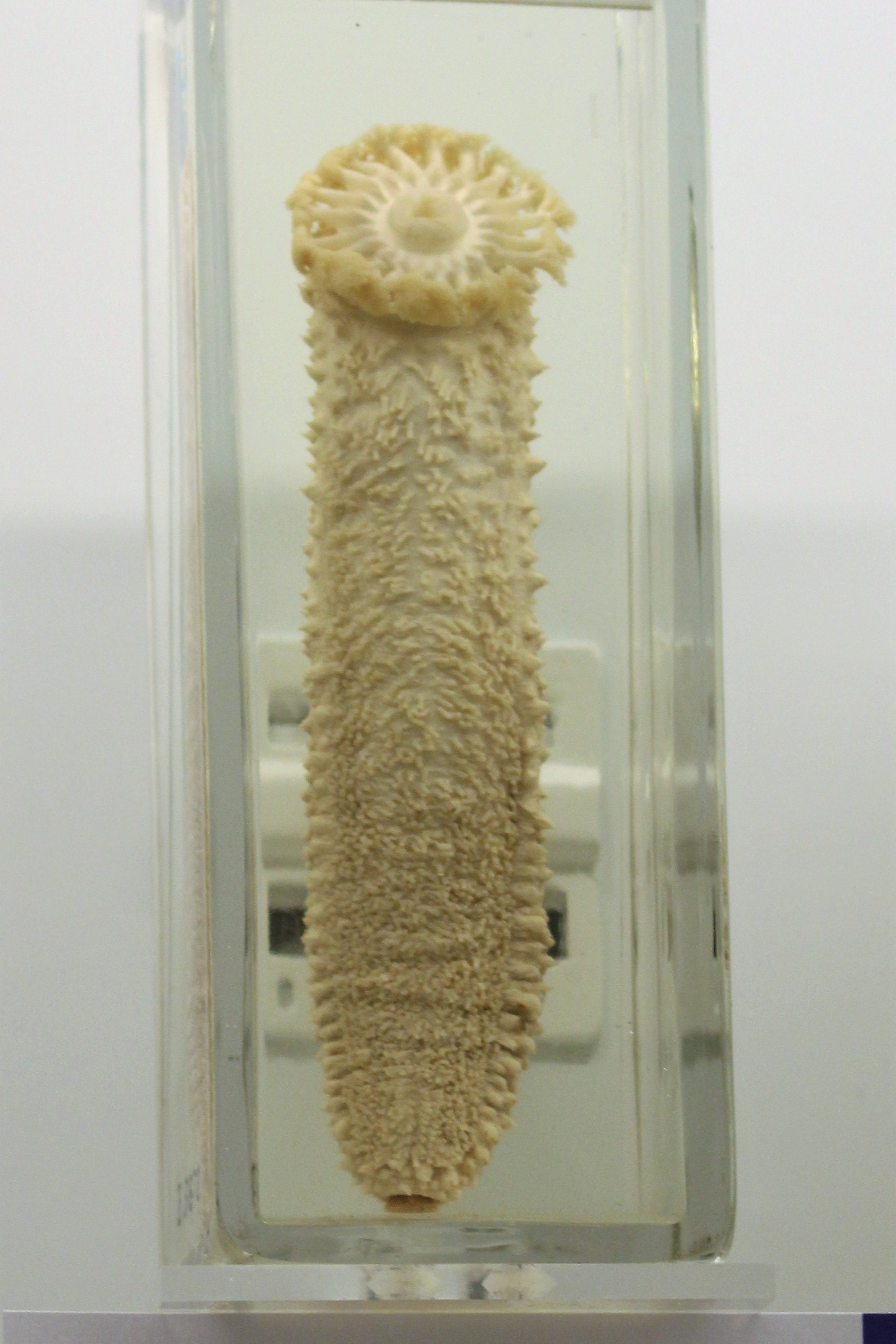
Face ventrale d'une Holothuria sanctori (spécimen de musée, décoloré).

Ce sont des holothuries tropicales ou subtropicales, présentes dans les trois principaux bassins océaniques. La plupart des espèces sont de taille moyenne (20 cm maximum pour H. sanctori), hérissées de petites papilles coniques plus ou moins prononcées et irrégulièrement éparpillées sur le bivium, et formant des colliers de papilles autour des 18 à 20 tentacules buccaux. Les podia sont densément répartis sur le trivium aplati (ne formant des rangées que chez les petits individus), et la paroi du corps est douce et peu épaisse. La silhouette est légèrement arquée dorsalement. Elles sont pourvues de tubes de Cuvier. 

## Liste des espèces
Historiquement, ce groupe fut proposé par Rowe en tant que genre à part entière, mais les données scientifiques récentes l'ont placé au rang de sous-genre du vaste genre Holothuria. 
Selon World Register of Marine Species (24 octobre 2016) :
- Holothuria (Platyperona) crosnieri Cherbonnier, 1988 -- Madagascar et région
- Holothuria (Platyperona) difficilis Semper, 1868 -- Indo-Pacifique tropical de la Mer Rouge au Mexique (espèce-type)
- Holothuria (Platyperona) excellens (Ludwig, 1875) -- Madagascar et région
- Holothuria (Platyperona) insolita Cherbonnier, 1988 -- Madagascar et région
- Holothuria (Platyperona) parvula (Selenka, 1867) -- Caraïbes
- Holothuria (Platyperona) rowei Pawson & Gust, 1981 -- Caraïbes
- Holothuria (Platyperona) samoana Ludwig, 1875 -- Pacifique sud-ouest tropical
- Holothuria (Platyperona) sanctori Delle Chiaje, 1823 -- Europe atlantique et méditerranéenne

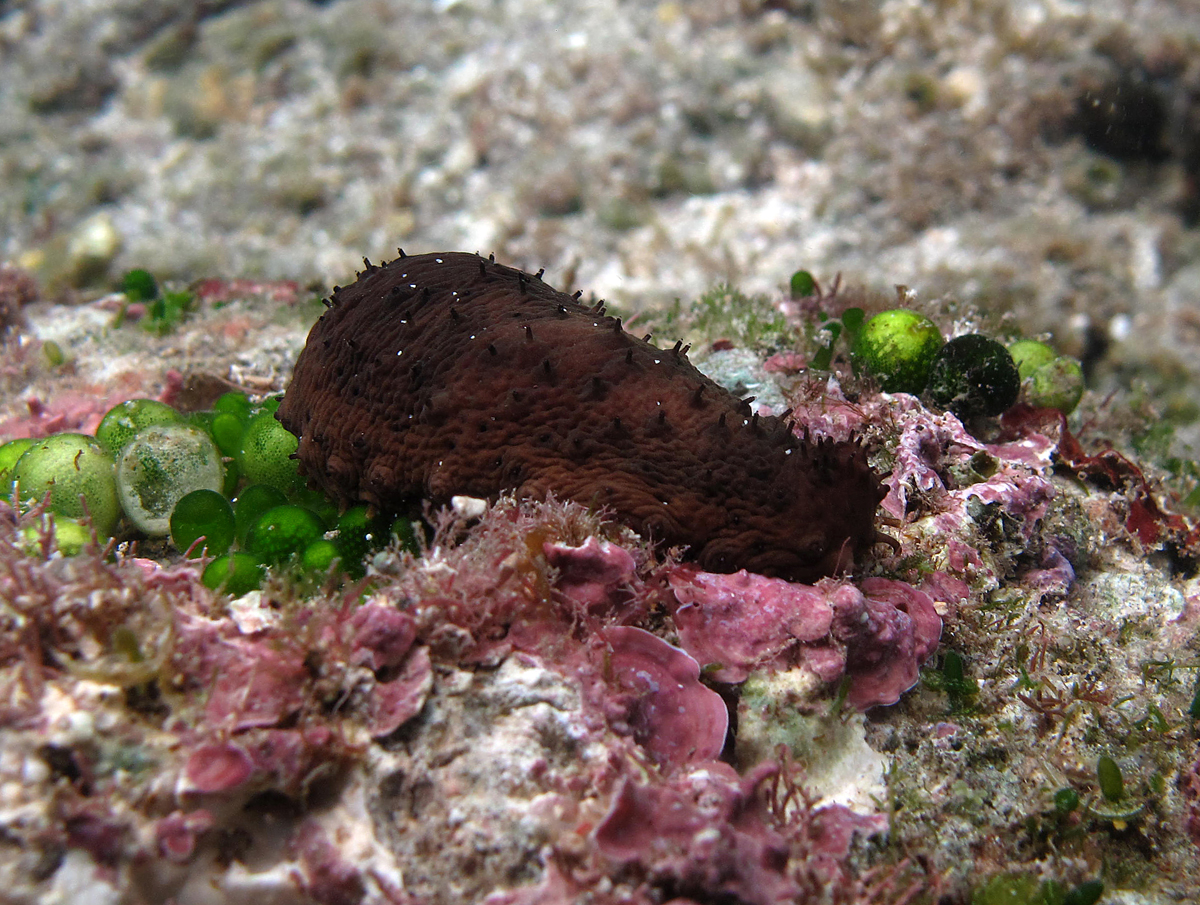
Holothuria difficilis
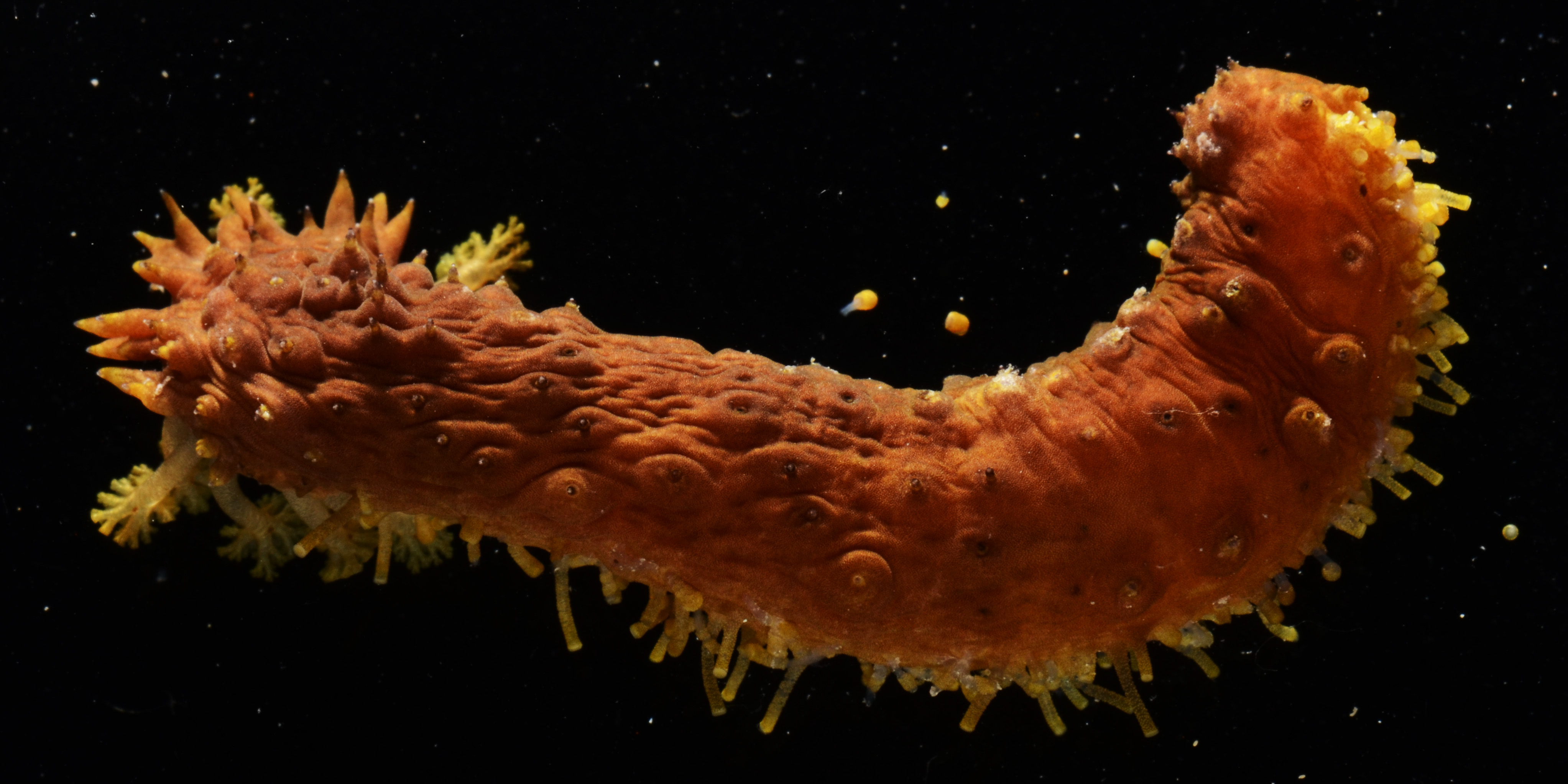
Holothuria parvula
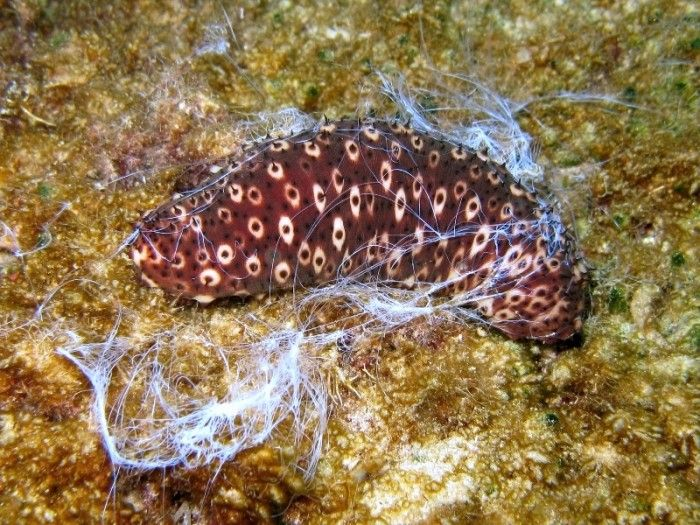
Holothuria sanctori